# Samayac
Samayac (del kiche', significa «cima donde hay gatos monteses») es un municipio del departamento de Suchitepéquez de la región sur-occidente de la República de Guatemala.

Luego de la Independencia de Centroamérica en 1821, el Estado de Guatemala se organizó formalmente el 11 de octubre de 1825, y en esa oportunidad Samayac fue incluido en el Circuito de Mazatenango en el distrito N.º11 (Suchitepéquez) para la administración de justicia por medio de juicios de jurados.  Posteriormente, en 1838 San Gabriel, al igual que toda la región occidental de Guatemala, fue parte del Estado de Los Altos, que forzó a que el Estado de Guatemala se reorganizara en siete departamentos y dos distritos independientes el 12 de septiembre de 1839.  Este estado tuvo una existencia efímera, siendo reincorporado a Guatemala a sangre y fuego por las fuerzas del general conservador Rafael Carrera en 1840.

## Toponimia
El término Samayac es de origen k'akch'iquel y proviene de la palabra «Tzaamayac», la que a su vez se origina de los términos «Tzaam» (español: «nariz» o «punta») y «yac» (español: «gato de monte»), por lo que significa «Nariz de gato de monte» o «Cima donde hay gatos de monte».[cita requerida]

## Demografía
El municipio cuenta con una población aproximada de 26 665 habitantes según el censo de población del año 2018 con una densidad de 1667 personas por kilómetro cuadrado siendo el municipio más denso del departamento de Suchitepéquez. Tiene una población superior de gente indígena, mayormente de etnia quiché que supera más de la mitad de la población total y le sigue la población ladina. También existen otras etnias como Mam, kakchiquel, achí, akateko y quekchí con una población muy pequeña.

## División política
La cabecera municipal es llamada oficialmente como «Villa de Samayac». Además de eso, el municipio tiene varios centros poblados que se dividen en varios sectores. Contiene seis caseríos y existen varios cantones que son: Santo Domingo, San Antonio, Concepciòn, Calvario, San Antonio Nimá, San Francisco Pumá, San Francisco Nimá, Pumá, Quilá, Chiguaxté y San Antonio Ixtacapa.

## Geografía física
El municipio de Samayac tiene una extensión territorial de 16 km² convirtiéndolo en uno de los más pequeños del departamento de Suchitepéquez.

### Ubicación geográfica
Samayac se encuentra en el departamento de Suchitepéquez, a una distancia de 7 km de la cabecera departamental Mazatenango y a 158 km de la Ciudad de Guatemala. 
- Norte: Santa Catarina Ixtahuacán, municipio del departamento de Sololá
- Sur:  San Bernardino, municipio del departamento de Suchitepéquez
- Este: San Pablo Jocopilas, San Antonio Suchitepéquez y San Bernardino, municipios del departamento de Suchitepéquez
- Oeste: San Francisco Zapotitlán, Zunilito y la cabecera departamental Mazatenango, municipios de Suchitepéquez[7]

|                                                      | Norte: Santa Catarina Ixtahuacán |                                                                    |
| Oeste: San Francisco Zapotitlán Zunilito Mazatenango |                                  | Este: San Pablo Jocopilas San Antonio Suchitepéquez San Bernardino |
|                                                      | Sur: San Bernanrdino             |                                                                    |

## Gobierno municipal
Los municipios se encuentran regulados en diversas leyes de la República, que establecen su forma de organización, lo relativo a la conformación de sus órganos administrativos y los tributos destinados para los mismos.  Aunque se trata de entidades autónomas, se encuentran sujetos a la legislación nacional y las principales leyes que los rigen desde 1985 son:
| N.º | Ley                                                | Descripción |
| --- | -------------------------------------------------- | --- |
| 1   | Constitución Política de la República de Guatemala | Tiene una regulación legal específica para los municipios en los artículos 253 al 262. |
| 2   | Ley Electoral y de Partidos Políticos              | Ley de carácter constitucional aplicable a los municipios en el tema de la conformación de sus autoridades electas. |
| 3   | Código Municipal                                   | Decreto 12-2002 del Congreso de la República de Guatemala. Tiene la categoría de ley ordinaria y contiene preceptos generales aplicables a todos los municipios, e inclusive contiene legislación referente a la creación de los municipios.             |
| 4   | Ley de Servicio Municipal                          | Decreto 1-87 del Congreso de la República de Guatemala. Regula las relaciones entra la municipalidad y los servidores públicos en materia laboral. Tiene su base constitucional en el artículo 262 de la constitución que ordena la emisión de la misma. |
| 5   | Ley General de Descentralización                   | Decreto 14-2002 del Congreso de la República de Guatemala. Regula el deber constitucional del Estado, y por ende del municipio, de promover y aplicar la descentralización y desconcentración económica y administrativa.                                |

El gobierno de los municipios está a cargo de un Concejo Municipal mientras que el código municipal —ley ordinaria que contiene disposiciones que se aplican a todos los municipios— establece que «el concejo municipal es el órgano colegiado superior de deliberación y de decisión de los asuntos municipales […] y tiene su sede en la circunscripción de la cabecera municipal»; el artículo 33 del mencionado código establece que «[le] corresponde con exclusividad al concejo municipal el ejercicio del gobierno del municipio».
El concejo municipal se integra con el alcalde, los síndicos y concejales, electos directamente por sufragio universal y secreto para un período de cuatro años, pudiendo ser reelectos.
Existen también las Alcaldías Auxiliares, los Comités Comunitarios de Desarrollo (COCODE), el Comité Municipal del Desarrollo (COMUDE), las asociaciones culturales y las comisiones de trabajo. Los alcaldes auxiliares son elegidos por las comunidades de acuerdo a sus principios y tradiciones, y se reúnen con el alcalde municipal el primer domingo de cada mes, mientras que los Comités Comunitarios de Desarrollo y el Comité Municipal de Desarrollo organizan y facilitan la participación de las comunidades priorizando necesidades y problemas.
Los alcaldes que ha habido en el municipio son:
| Año       | Nombre                   | Obras |
| --------- | ------------------------ | --- |
| 2012-2016 | Francisco Cos            | |
| 2016-2017 | Valeriano Rodríguez Cos; | El 25 de enero de 2017 apareció el cuerpo sin vida del alcalde Valeriano Rodríguez Cos dentro de una bolsa de plástico y víctima de múltiple heridas de armas de fuego en la circunvalación de la cabecera departamental de Mazatenango; el alcalde era del partido político Unidad Nacional de la Esperanza y había sido elegido para el período 2016-2010. |

## Historia

### Época precolombina
Probablemente durante el período Clásico, Samayac estuvo poblado originalmente por los mames (que se extendían hasta el río Nahualate) tal como relata la tradición oral y como prueba adicional, los sacerdotes indígenas del pueblo siguen utilizando los nombres de los días del calendario maya tal y como los tienen los mames, en lugar de los nombres que utilizan los kichés para estos días. Luego, en el período Postclásico Temprano, fue habitado por los tzutujiles. Fue considerado una ciudad muy importante ya que fue allí en donde los tzutujiles y los quichés lucharon a muerte. Finalmente los quichés ganaron la guerra, expulsando y asimilando a los tzutujiles, ya en el Postclásico Tardío, en plena época de expansión del reino kiché.  
El municipio de Samayac anteriormente fue conocido con el nombre de Tzaamayac en la época precolombina. En la época colonial fue llamado «San Francisco Samayaque» y «Nuestra Señora de Concepciòn de Samayaqueya».  

### Tras la Independencia de Centroamérica
Tras la Independencia de Centroamérica en 1821, la constitución del Estado de Guatemala promulgada el 11 de octubre de 1825 estableció los circuitos para la administración de justicia en el territorio del Estado y menciona que Samayac —llamado entonces Samayaque— era parte del Circuito de Mazatenango en el distrito N.º11 (Suchitepéquez), junto con el propio Mazatenango, San Lorenzo, San Gabriel, Santo Domingo, Retalhuleu, San Antonio Suchitepéquez, San Bernardino, Sapotitlán y Santo Tomás.
El poblado fue elevado a municipio del efímero Estado de Los Altos el 13 de agosto de 1838 formando parte del departamento de Suchitepéquez; junto con el resto de la región occidental de Guatemala formó parte del Estado de Los Altos entre 1838 y 1840, y perdió la categoría municipal cuando el gobierno conservador del general Rafael Carrera retomó la región de Los Altos para Guatemala.

### Creación del municipio
El municipio empezó a funcionar con un sistema administrativo el 1 de enero de 1877 en donde se empezó a elegir un cuerpo de gobierno y dividir el lugar en aldeas, villas, caseríos, etc. En el siglo xx empezó a tomar mucha importancia a nivel nacional ya que su cabecera municipal fue categorizada como villa el 9 de diciembre de 1922.